# عمر بن عبد الرحمن العطاس
عمر بن عبد الرحمن العطاس (992 - 1072 هـ) إمام وعالم ومصلح اجتماعي صاحب الراتب الشهير (راتب العطاس). كان له الأثر الكبير في وادي حضرموت بكامله من خلال نشره للعلم ونفع الناس وحثهم على الأعمال الصالحة بالحكمة والموعظة الحسنة. وهو أول من عُرف بلقب «الحبيب» في عائلة آل باعلوي الحسينيين، حيث كانوا قبل ذلك يسمّون بالشيخ أو الإمام أو الشريف. ويعد الجد الأكبر لآل العطاس العلويين، فمعظم آل العطاس يرجعون في نسبهم إليه.
ترجم له شارح «العينية»، وصاحب «بهجة الفؤاد»، و«عقد اليواقيت الجوهرية» و«فيض الأسرار»، وحفيده علي بن حسن العطاس صاحب المشهد في كتابه «القرطاس»، وعبد الله بن علوي بن حسن العطاس في كتابه «العلم النبراس»، وغيرهم.

## نسبه
عمر بن عبد الرحمن العطاس بن عقيل بن سالم بن عبد الله بن عبد الرحمن بن عبد الله بن عبد الرحمن السقاف بن محمد مولى الدويلة بن علي بن علوي الغيور بن الفقيه المقدم محمد بن علي بن محمد صاحب مرباط بن علي خالع قسم بن علوي بن محمد بن علوي بن عبيد الله بن أحمد المهاجر بن عيسى بن محمد النقيب بن علي العريضي بن جعفر الصادق بن محمد الباقر بن علي زين العابدين بن الحسين السبط بن علي بن أبي طالب، وعلي زوج فاطمة بنت محمد ﷺ.
فهو الحفيد 27 لرسول الله محمد ﷺ في سلسلة نسبه.

## مولده ونشأته
ولد في قرية اللِّسك التي تعرف حاليا بـ (القرية) في حضرموت سنة 992 هـ، ووالدته هي مزنة بنت محمد بن أحمد بن علوي الجفري. نشأ تحت رعاية أبيه وجده عقيل، وتربى بشيخه الحسين بن أبي بكر بن سالم. حفظ القرآن الكريم وهو صغير وسعى في طلب العلم منذ طفولته، فكان يأتي إلى مدينة تريم من بلدة اللِّسك في ابتداء أمره لطلب العلم الشرعي، وقد كفّ بصره من الجدري في صغره. استوطن حريضة عام 1037 هـ مع والده حيث كان والده مريضا وبها توفي.

## حياته العلمية والدعوية
قضى حياته متنقلاً بين حريضة والمناطق التي حولها من القرى والجبال ينشر الدعوة المحمدية بالحكمة والموعظة الحسنة، متخذًا من طريقة سلفه من أكابر السادة آل باعلوي أمثال الفقيه المقدم، وعبد الرحمن السقاف، وعبد الله العيدروس، وأبو بكر بن سالم، منهجًا في التبليغ والدعوة إلى الله. وكان لكثرة تردده في البلدان للدعوة والإصلاح يقول: «إني غريب في الدنيا، وما وجبت عليَّ الجمعة في بلد»، وذلك من كثرة تنقله وسفره بين القبائل والقرى. وكان يحث الناس على الطاعات وفعل أعمال الخير ويسعى في إصلاح ذات البين ويبذل في ذلك ماله. وكانت له اليد الطولى بالجد والاجتهاد والمواظبة على الطاعة والأوراد، فلا تزال أوراده وأوقاته معمورة إلى اليوم.

## شيوخه
أخذ الحبيب عمر عن جميع الآخذين عن الشيخ أبي بكر بن سالم وفي مقدمتهم أبناؤه، ومنهم:
| - عمر المحضار بن أبي بكر بن سالم - الحسين بن أبي بكر بن سالم - الحامد بن أبي بكر بن سالم | - عمر بن عيسى باركوة - أحمد بن سهل بن إسحاق | - محمد الهادي بن عبد الرحمن بن شهاب الدين - أبو بكر بن عبد الرحمن بن شهاب الدين | - عبد الله بن أحمد بن عفيف - أحمد بن عبد القادر باعشن - أبو بكر بن محمد بافقيه |

## تلاميذه
وممن أخذ عنه أبناؤه الحسين وسالم وعبد الرحمن، وقد أخذ عنه أيضا:
| - أخوه عقيل بن عبد الرحمن العطاس - عبد الله بن علوي الحداد - عيسى بن محمد الحبشي - أحمد بن هاشم الحبشي - حسين بن عمر العطاس - عبد الله بن أحمد بلفقيه - محمد بن عبد الرحمن مديحج - علي بن عمر السكران - حسين بن علي العيدروس - علوي بن طه السقاف - عقيل بن شيخ السقاف | - شيخ بن عبد الرحمن الحبشي - علي بن عبد الله باراس - عمر بن علي الزبيدي - زين بن عمران باعلوي - عباس بن عبد الله باحفص - عمر أحمد الهلابي - عبد الله بن محمد باصرة - مزاحم بن علي باجابر - علي بن صالح قوزان - عبد الرحيم باكثير - سالم بن عبد الرحمن جنيد باوزير | - أبو بكر بن عبد الرحمن باوزير - محمد بن عمر الملاح باوزير - علي بن أحمد ودود باوزير - محمد بن أحمد بامشموس - عبد الله بن سعيد بامكا - أحمد بن سعيد العمودي - محمد بن عمر العمودي - عبد الله بن عثمان العمودي - عبد الله بن أحمد باعفيف العمودي - عقيل بن عامر بن دغمش إسحاق - سهل بن أحمد بن سهل إسحاق | - أحمد بن عبد الله باشراحيل - عمر بن سالم باذيب - عبد الكريم بن عبد الرحمن باقيس - محمد بن عبد الكبير باقيس - سالم بن علي باعباد - عبد الله بن عمر باعباد - أحمد بن محمد مؤذن جمال الأصبحي - علي بن خولان السعدي - صلاح بن قاسم العذري - محمود سمبل الحبار |

## قيل فيه
قال الحبيب عبد الله بن علوي الحداد عنه: «هذا السيد حجة في الاستقامة وتصحيح مقام العبودية، وغاية في كتمان الأسرار وطرح النفس وغاية في التواضع، وإيثار الخمول والإعراض عن الخلق». وكان يقول أنه يشبه الشيخ عبد الرحمن السقاف في جميع أحواله.
وقال عنه تلميذه عيسى بن محمد الحبشي: «نشأ رضي الله عنه على العبادة والزهادة والعفاف من صغره، ولاحت عليه لوائح السعادة في صغر سنه وكبره، وعمت نفحاته جميع العباد، وأجمع على فضله الخاص والعام، وكان مهبط الأولياء وملجأ الفقراء وغياث الأرامل والأيتام، ومعقلهم عند الخصام، وكان يلقى الفقراء بالبشر ويستجلبهم ويقوم بهم المقام التام، وكان لعامة الناس فيه معتقد عظيم وله الجاه الواسع عند القريب والبعيد، وكان رضي الله عنه كثير الشفقة والحنان بعامة الخلق».
وكان محمد بن عبد الرحمن مديحج إذا أتاه من يطلب الأخذ عنه من أكابر السادة آل باعلوي وغيرهم من بعض الآفاق إلى تريم في حياة الحبيب عمر، يقول له: «اذهب إلى حريضة وخذ عن الحبيب عمر بن عبد الرحمن العطاس فإنه أبونا اليوم يا آل باعلوي الجميع، والدين النصيحة».

## من أقواله
| ” | انظر الحالة التي تحب أن يأتيك الموت وأنت عليها فالزمها، والحالة التي تكره أن يأتيك الموت وأنت عليها فاجتنبها | “ |

| ” | ما من صاحب طاعة إلا وعليه نظر من وليّ لله إما من الأحياء أو من الأموات | “ |

| ” | أن جور الدولة في حق الرعية وأخذ أموالهم إنما هو زيادة الرعية في الدين والدنيا والآخرة | “ |

| ” | من دعا لظالم سلم من شره | “ |

| ” | لا تبالي بالدنيا وأهلها ولا تغبطهم عليها في كساء أو قوت | “ |

| ” | مجلس الأخيار يأخذ منه القلب وإن كرهت النفس، ومجلس الأشرار تأخذ منه النفس وإن كره القلب | “ |

| ” | حب الجاه داء لا دواء له | “ |

## راتب العطاس
وفي معنى «الراتب» هو مجموع أذكار وأدعية وتوجهات وضعت للذكر والتذكر، والتعوذ من الشر وطلب الخير، وحصول العلم مع جمع القلب والهم على الله. ولم يكن في الصدر الأول ولا من بعدهم وضع شيء من ذلك، لكن جرت على أيدي الصوفية وصالحي الأمة؛ إعانة للمريدين وتقوية للمحبين وترقية للمجتهدين من العباد والزهاد، وفتحا للباب حتى يدخله عوام المؤمنين مع قِصَر الهمم وضعف العزائم. فكان راتب العطاس المسمى «منهل المنال وفتح باب الوصال» من جمع وترتيب الحبيب عمر بن عبد الرحمن العطاس. ولم يذكر أنه قد نسب إلى نفسه شيئا غيره أو آثر أثرا سواه من ورد أو نظم أو نثر، أو رسالة أو مصنف، إلا هذا الراتب فقد نسبه إلى نفسه. وقد شرحه علي بن عبد الله باراس شرحًا فائقًا ولمعانيه مطابقًا لائقًا، لكنه لم يتعرض للتفصيل. ثم شرحه علي بن حسن العطاس في كتابه «القرطاس» شرحًا مطولًا ضافيًا، جامعًا للشوارد وافيًا، حافلًا بالفوائد والفرائد، فيه من الآيات القرآنية والأحاديث النبوية والأخبار المروية وأقوال أعلام الأئمة السالفين مالا يستغني عنه طالب شريعة وحقيقة.

## ذريته
بلغ عدد زوجاته ثلاث عشرة زوجة ثمان منهن ولدن له والخمس الأخر لم يلدن، وبلغ عدد أولاده أربعة عشر ولدًا تسعة أبناء وخمس بنات، أما الأبناء فهم: سالم، ومشيخ، وحسين، وعبد الرحمن، وعلي، وشيخ الأكبر، ومحسن، وشيخ، وعبد الله. وأما البنات فهن: شيخة، وعلوية، وفاطمة، وأسماء، وسلمى. ويذكر أنه قد مات له أولاد صغار كثيرون. وقد أعقب من أولاده الذكور خمسة: سالم، وحسين، وعبد الرحمن، وشيخ، وعبد الله، والأربعة الباقون ليس لهم عقب.

## وفاته
كان كثير التنقل في مدن وقرى وأودية حضرموت مدرسًا وهاديًا وواعظًا ومرشدًا حتى إذا آن أوان انتقاله إلى الدار الآخرة توجه قاصدًا وادي عمد ولما وصل إلى بلدة نفحون القريبة من حريضة أصابه مرض شديد فاستمر بها سبعة أيام إلى أن توفاه الله ليلة الخميس الثالث والعشرين من شهر ربيع الثاني سنة 1072 هـ، ونقل جثمانه بعد ذلك محمولًا على الأكتاف إلى حريضة، ودفن فيها عشية ذلك اليوم، وبنيت على قبره قبة عظيمة معمورة بالزائرين إلى اليوم.

### استشهادات
1. ↑  الكاف، عمر بن علوي (2002). خلاصة الخبر عن بعض أعيان القرنين العاشر والحادي عشر. جدة، السعودية: دار المنهاج. ص. 276.
2. ↑  بن سميط، أحمد بن أبي بكر. تحفة اللبيب شرح لامية الحبيب. القاهرة، مصر: دار الكتب العربية الكبرى. ص. 128.
3. 1 2  المشهور، عبد الرحمن بن محمد (1984). شمس الظهيرة (PDF). جدة، السعودية: عالم المعرفة. ج. الأول. ص. 248. مؤرشف من الأصل (PDF) في 2020-01-02.
4. ↑  Buxton، Amin (2012). Imams of the Valley. Western Cape, South Africa: Dar al-Turath al-Islami. ص. 41.
5. ↑  المقحفي، إبراهيم أحمد (2002). معجم البلدان والقبائل اليمنية. صنعاء، اليمن: دار الكلمة. ج. الثاني. ص. 1081.
6. ↑  الحبشي، أحمد بن زين (1997). شرح العينية. سنغافورة: مطبعة كرجاي المحدودة. ص. 262.
7. ↑  مولى الدويلة، فضل بن علوي (1961). شرح ورد الإمام الحداد وراتبه الشهير (PDF). القاهرة، مصر: مطبعة المدني. مؤرشف من الأصل (PDF) في 2020-05-26.
8. ↑  العطاس، علي بن حسين. تاج الأعراس في مناقب الحبيب صالح بن عبد الله العطاس (ط. الأولى). إندونيسيا: منارة قدس. ج. الثاني. ص. 844.
9. ↑  العطاس، علي بن حسن (1966). القرطاس (PDF) (ط. الأولى). القاهرة، مصر: مطبعة المدني. مؤرشف من الأصل (PDF) في 2020-05-26.
10. ↑  باحنان، محمد بن علي زاكن (2008). جواهر تاريخ الأحقاف. جدة، السعودية: دار المنهاج. ص. 504.
11. ↑  باكثير، عبد الله بن محمد (1985). رحلة الأشواق القوية إلى مواطن السادة العلوية. مصر: مكتبة الإسكندرية. ص. 109.